# Reginald H. Sullivan

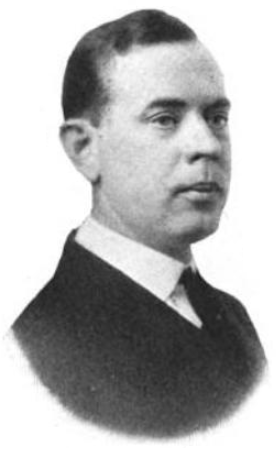
Reginald H. Sullivan (1913)

Reginald H. Sullivan (* 10. März 1876 in Indianapolis; † 30. Januar 1980 ebenda) war ein US-amerikanischer Politiker (Demokratische Partei).
Reginald Sullivan entstammte einer Politikerdynastie. Sein Vater Thomas L. Sullivan war von 1890 bis 1893 Bürgermeister von Indianapolis. Seine erste politische Funktion übte er 1911 bis 1913 als Mitglied des Senats von Indiana aus. 1929 wurde Sullivan zum Bürgermeister von Indianapolis gewählt. Dieses Amt bekleidete er von 1930 bis 1935 sowie von 1939 bis 1943. Zudem war er 1932 und 1940 jeweils Delegierter zur Democratic National Convention.
1974 wurde Sullivan als einer der ersten in die Indiana Democratic Hall of Fame gewählt. Reginald Sullivan, der unverheiratet blieb, starb am 30. Januar 1980 als einer der langlebigsten Politiker der Vereinigten Staaten im Alter von 103 Jahren und wurde auf dem Crown Hill Cemetery in Indianapolis beigesetzt.